# Sericolea floribunda
Sericolea floribunda är en tvåhjärtbladig växtart som beskrevs av Albert Charles Smith. Sericolea floribunda ingår i släktet Sericolea och familjen Elaeocarpaceae. Inga underarter finns listade i Catalogue of Life.